# احتياجات الإنسان الأساسية

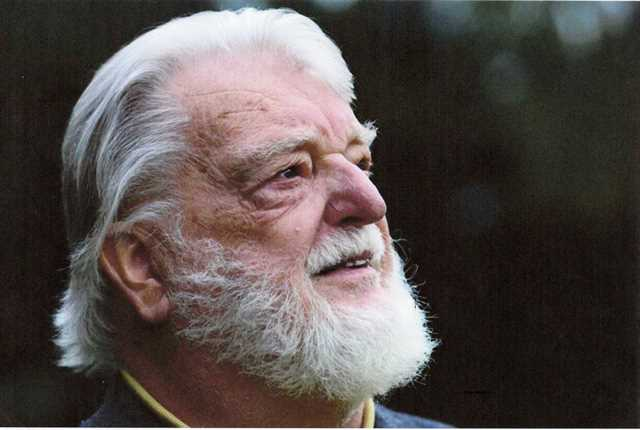
أرتور مانفريد ماكس نيف، دكتوراه فخرية في العديد من نقاط البيع، جامعة ألي كاي للألفية الأصلية، Iachaikudiru House Fawua. جامعة سانتاندير الصناعية -UIS-.جامعة قاعة المدينة للسكان الأصليين لسكان إنجاس وغوانيس الأصليين.

احتياجات الإنسان الأساسية وفقا لمدرسة «تنمية المقياس البشري»("Human Scale Development") التي وضعها مانفريد ماكس-نيف وغيرهم (انطونيو إليزالدي ومارتن هوبنهاين)، تعتبر وجودية (ناجمة من حالة كونه إنساناً) وهي قليلة، محدودة وقابلة للتصنيف (كتمييز لها عن المفهوم التقليدي للحاجات الاقتصادية التقليدية التي هي بلا حدود، ونهمة). كما أنها ثابتة لجميع الثقافات البشرية وعبر فترات زمنية تاريخية. والذي يتغير على مر الزمن وبين الثقافات هي الاستراتيجيات التي من خلالها تُشبَع هذه الاحتياجات.من المهم أن تفهم احتياجات الإنسان كنظام - أي أنها مترابطة ومتفاعلة. في هذا النظام، لا يوجد تسلسل هرمي للاحتياجات (وبصرف النظر عن الحاجة الأساسية لمعيشتهم أو البقاء على قيد الحياة) كما افترض علماء النفس الغربيين مثل ماسلو، إلى حدِ ما، التزامن والتكامل والمبادلات هي من أبرز ملامح عملية تلبية الاحتياجات.
مانفريد ماكس-نيف وزملاؤه، طوروا تصنيف للاحتياجات البشرية والعملية التي من خلالها يمكن للمجتمعات التعرف على «ثرواتهم» و«فقرهم» وفقا لكيفية اشباع احتياجاتهم الإنسانية الأساسية.
هذه المدرسة لتنمية المقياس البشري (Human Scale Development) توصف بأنها، «ركزت واستندت على أساس إشباع الحاجات الأساسية للإنسان، في جيل تزايد مستويات الاعتماد على الذات، وعلى بناء الارتباط العضوي للناس مع الطبيعة والتكنولوجيا، وبخصوص العمليات العالمية مع النشاط المحلي، والفردية (الخصوصية) مع الاجتماعية، والتخطيط مع الحكم الذاتي، وبخصوص المجتمع المدني مع الدولة».
صنف ماكس-نيف الاحتياجات الأساسية للإنسان على النحو التالي:
- الوجود (العيش).
- الحماية.
- المودة (العاطفة).
- الإدراك (الفهم).
- المشاركة.
- أوقات الفراغ.
- الإبداع.
- الهوية.
- والحرية.

و أيضاً تصنف الاحتياجات وفقاً للفئات الوجودية من وجود، وامتلاك، وعمل، وتفاعل. ومن هذه الأبعاد، 36 خلية مصفوفة قد طورت.
| الحاجة         | الصفات                                                     | الممتلكات                                            | الافعال او الاعمال                                      | مكان التفاعل                                            |
| -------------- | ---------------------------------------------------------- | ---------------------------------------------------- | ------------------------------------------------------- | ------------------------------------------------------- |
| الوجود (العيش) | الصحة البدنية والعقلية                                     | الغذاء، والمأوى، والعمل                              | الغذاء، والملبس، والراحة، والعمل                        | البيئة المعيشية، والوضع الاجتماعي                       |
| الحماية        | الرعاية الصحية، والقدرة على التكيف، والاستقلال الذاتي      | الضمان الاجتماعي، والنظم الصحية، والعمل              | التعاون، والتخطيط، والعناية، والمساعدة                  | البيئة الاجتماعية، والمسكن                              |
| المودة         | الاحترام، وروح الدعابة، والكرم، والحسية (الشهوانية)        | الصداقات، والأسرة، والعلاقات مع الطبيعة              | المشاركة، والاعتناء، والمضاجعة، والتعبير عن المشاعر     | الخصوصية، والأوقات الحميمة                              |
| الإدراك (فهم)  | القدرة الحاسمة، والفضول، والحدس                            | الأدب، والمعلمين، والسياسات، والتعليمية              | التحليل، والدراسة، والتأمل، والتحقيق                    | المدارس، والعائلات، والجامعات، والمجتمعات المحلية       |
| المشاركة       | التقبل، والتفاني، وروح الدعابة                             | المسؤوليات، والواجبات، والعمل، والحقوق               | التعاون، والاختلاف، والتعبير عن ارائهم                  | المساجد، الجمعيات، والأحزاب، والكنائس، والأحياء         |
| أوقات الفراغ   | الخيال، والهدوء، والعفوية                                  | الألعاب، والحفلات، وراحة البال، القراءة              | حلم اليقظة، والتذكر، والاسترخاء، والاستمتاع بالوقت      | المناظر الطبيعية، والأوقات الحميمة، وأماكن للبقاء وحيداً |
| الإبداع        | الخيال، والجرأة، والإبداع، الفضول                          | القدرات، والمهارات، والعمل، والتقنيات                | الابتكار، والبناء، والتصميم، والعمل، والتأليف، والتفسير | مجال للتعبير، وحلقات العمل، والجماهير                   |
| الهوية         | الشعور بالانتماء، واحترام وتقدير الذات، والاستقامة والثبات | اللغة، والأديان، والعمل، والعادات، والقيم، والمعايير | التعرف على الذات، والنمو، وتعهد النفس                   | أماكن الانتماء، والإعدادات اليومية                      |
| الحرية         | الحكم الذاتي، والعاطفة، واحترام وتقدير الذات، والانفتاح    | المساواة في الحقوق                                   | المعارضة، والاختيار، والمخاطرة، والوعي                  | في أي مكان                                              |